# Кизилкопір
Кизилкопі́р (каз. Қызылкөпір) — село у складі Ариської міської адміністрації Туркестанської області Казахстану. Входить до складу Дарменіського сільського округу.
До 2017 року село називалось Шаян.
Населення — 566 осіб (2021; 505 у 2009).